# Битный, Михаил Антонович
Михаил Антонович Битный (30 августа 1919, д. Новосёлки, Смоленская губерния — 26 февраля 2002, Алма-Ата, Казахстан) — партийный и хозяйственный деятель Казахской ССР, директор Алматинского завода тяжёлого машиностроения. Герой Социалистического Труда (1966). Лауреат Государственной премии СССР (1978) и Государственной премии Казахской ССР (1974), премии Совета Министров СССР (1984). Кандидат технических наук.

## Биография
Родился 30 августа 1919 года в крестьянской семье в деревне Новосёлки Смоленской губернии (сегодня — Смоленский район Смоленской области).
В 1932 году окончил среднюю школу и в 1941 году — Ленинградский механический институт.
С 1941 года работал мастером, конструктором завода в городе Молотов. В 1944 году был назначен заместителем начальника цеха завода в городе Юрга Кемеровской области. Позднее назначен начальником цеха на этом же предприятии. В 1947 году вступил в ВКП(б).
В 1956 году был переведён в Алма-Ату на должность начальника производства Алма-Атинского завода тяжёлого машиностроения (АЗТМ). С 1957 года — главный инженер и с 1959 года — директор завода. Руководил заводом до выхода на пенсию в 1987 году.
Под руководством Михаила Битного АЗТМ освоил изготовление агрегатов непрерывного литья и прокатки алюминиевой и медной катанки. В 1966 году был удостоен звания Герой Социалистического Труда «за выдающиеся заслуги в выполнении заданий семилетнего плана и достижение высоких технико-экономических показателей в работе». В 1970—1975 годах АЗТМ занимал лидирующие позиции по разработке и производству станов для грубого волочения всех видов проволоки.
В 1976 году окончил Институт управления народным хозяйством при Совете Министров СССР. В 1978 году был удостоен Государственной премии СССР в области науки и техники, в 1984 году — премии Совета министров СССР и в 1974 году — Государственной премии Казахской ССР за разработку и внедрение барабанных трубоволочильных станов.
С 1961 по 1981 год был членом ЦК компартии Казахстана. В 1971 году избирался депутатом Верховного Совета Казахской ССР 8 созыва. Участвовал в работе XXIV и XXVI съездов КПСС.
После выхода на пенсию проживал в Алма-Ате. Скончался 26 февраля 2002 года, похоронен на Центральном кладбище Алма-Аты.

## Награды
- Герой Социалистического Труда — указом Президиума Верховного Совета СССР от 9 июля 1966 года
- Орден Ленина
- Орден Трудового Красного Знамени (1971, 1981)
- Орден Дружбы народов
- Медаль «За трудовое отличие»
- Медаль «За трудовую доблесть»
- Медаль «За доблестный труд в Великой Отечественной войне 1941—1945 гг.»
- Медаль «В ознаменование 100-летия со дня рождения Владимира Ильича Ленина»